# إبراهيم حمداني
إبراهيم حمداني (من مواليد 15 مارس 1978) هو لاعب كرة قدم جزائري محترف سابق لعب كلاعب خط وسط دفاعي.

## مسيرته الرياضية

### مع الأندية
ولد حمداني في كولومب، أعالي السين. بدأ مسيرته مع نادي كان حيث أمضى موسمين. انتقل لاحقًا إلى ستراسبورغ ، وقضى ثلاثة مواسم مع النادي. ثم انضم إلى مارسيليا، حيث ساهم في الوصول إلى نهائي كأس الاتحاد الأوروبي في عام 2004.

### المسيرة الدولية
رفض حمداني فرصة الانضمام إلى المنتخب الجزائري في عدة مناسبات في الماضي. ومع ذلك، في فبراير 2008 غير رأيه وقرر اللعب لصالح الجزائر. لعب حمداني أول مباراة له مع الجزائر في تصفيات كأس العالم 2010 ضد السنغال في 31 مايو 2008.

## حياته الخاصة
تنحدر عائلة همداني في الأصل من من عرش آيث إيراثن، بالقرب من تيزي وزو، في منطقة القبائل بالجزائر.

## إنجازاته
- كأس البطولة الاسكتلندية : 2008.

## روابط خارجية
- إبراهيم حمداني على موقع رابطة كرة القدم الفرنسية للمحترفين (الإنجليزية)
- إبراهيم حمداني على موقع قاعدة بيانات كرة القدم.إي يو (الإنجليزية)
- إبراهيم حمداني على موقع ناشيونال فوتبول تيمز (الإنجليزية)
- إبراهيم حمداني على موقع Soccerbase.com (لاعب) (الإنجليزية)
- إبراهيم حمداني على موقع عالم كرة القدم.نت (الإنجليزية)
- إبراهيم حمداني على موقع كووورة